# Geodiversidade
A geodiversidade (do grego gê, Terra + latim diversitate, diversidade) é a variedade ou diversidade de elementos e de processos relacionados aos elementos abióticos da natureza, sob qualquer forma, a qualquer escala e a qualquer nível de integração, existente no planeta Terra.

## Conceitos relacionados
- Geoconservação: Todas e quaisquer acções empreendidas no sentido de preservar e de defender a geodiversidade.
- Património geológico: O conjunto dos aspectos e de exemplos concretos de geodiversidade, aos mais diversos níveis, que, por esta ou por aquela razão, se entendeu salvaguardar por meio de medidas especiais de protecção, tal como consignadas na lei de cada país.[2]

## Geologia e Geodiversidade
A Geologia é a ciência que estuda o planeta Terra, os materiais que o constituem, a sua estrutura e dinâmica interna, os agentes e os processos que modelam a sua superfície, a sua história, a sua evolução, etc., etc.
Quando observamos o mundo físico que nos rodeia, sobre o qual caminhamos, no campo ou na cidade, aquilo de que imediatamente nos apercebemos é da enorme variedade de elementos e de processos geológicos que o constituem: as rochas e os minerais, os vales e as montanhas, os fósseis, os rios, a erosão costeira, os estratos sedimentares e os vulcões, as arribas litorais, os sismos e os tsunamis, as dunas, o carvão e o petróleo... etc. etc., etc., em suma a geodiversidade!

## Geodiversidade, Paleontologia e fósseis
Os fósseis, enquanto objectos geológicos, são parte integrante e importante da geodiversidade. As jazidas paleontológicas, o contexto geológico em que os fósseis ocorrem, também são geodiversidade. A diversidade paleontológica, por via da paleobiodiversidade, isto é, da biodiversidade representada no registo fóssil, é fundamental pois é um dos mais importantes e mais óbvios elementos de ligação entre a geodiversidade e a biodiversidade.
Assim, ser-se paleontólogo ou aficionado da Paleontologia e dos fósseis implica respeitar a Natureza, e cuidar e proteger – activamente! – os locais onde estes ocorrem. Implica, conscientemente, evitar comportamentos passíveis de danificar os locais fossilíferos e não recolher fósseis ou outros materiais geológicos, que possam levar à destruição e/ou ao empobrecimento irremediável das jazidas paleontológicas e, consequentemente, a geodiversidade. Implica divulgar-se activamente esta atitude de geoconservação, de respeito pela Natureza, e, desse modo, contribuir para a preservação das jazidas fossilíferas para usufruto de todos e para a sua conservação para as gerações futuras.